# 綿州
綿州（めんしゅう）は、中国にかつて存在した州。隋代から民国初年にかけて、現在の四川省綿陽市一帯に設置された。

## 魏晋南北朝時代
553年（廃帝2年）、西魏により設置された潼州を前身とする。

## 隋代
隋初には、潼州は3郡8県を管轄した。583年（開皇3年）、隋が郡制を廃すると、潼州の属郡は廃止された。585年（開皇5年）、潼州は綿州と改称された。607年（大業3年）に州が廃止されて郡が置かれると、綿州は金山郡と改称され、下部に7県を管轄した。隋代の行政区分に関しては下表を参照。
| 隋代の行政区画変遷 | 隋代の行政区画変遷                          | 隋代の行政区画変遷 | 隋代の行政区画変遷 | 隋代の行政区画変遷 | 隋代の行政区画変遷                               | 隋代の行政区画変遷 |
| 区分               | 開皇元年                                    | 開皇元年           | 開皇元年           | 区分               | 大業3年                                          |                    |
| ------------------ | ------------------------------------------- | ------------------ | ------------------ | ------------------ | ------------------------------------------------ | ------------------ |
| 州                 | 潼州                                        | 潼州               | 潼州               | 郡                 | 金山郡                                           |                    |
| 郡                 | 巴西郡                                      | 万安郡             | 安城郡             | 県                 | 巴西県 昌隆県 魏城県 金山県 神泉県 万安県 涪城県 |                    |
| 県                 | 巴西県 昌隆県 魏城県 金山県 益昌県 西充国県 | 万安県             | 涪城県             | 県                 | 巴西県 昌隆県 魏城県 金山県 神泉県 万安県 涪城県 |                    |

## 唐代
618年（武徳元年）、唐により金山郡は綿州と改められた。742年（天宝元年）、綿州は巴西郡と改称された。758年（乾元元年）、巴西郡は綿州の称にもどされた。綿州は剣南道に属し、巴西・涪城・昌明・魏城・羅江・神泉・塩泉・竜安・西昌の9県を管轄した。

## 宋代
宋のとき、綿州は成都府路に属し、巴西・彰明・魏城・羅江・塩泉の5県を管轄した。

## 元代
元のとき、綿州は潼川府に属し、彰明・羅江の2県を管轄した。

## 明代以降
1370年（洪武3年）、明により綿州は成都府に転属した。1377年（洪武10年）、綿州は綿県に降格した。1380年（洪武13年）、綿県は再び綿州に昇格した。綿州は彰明・羅江の2県を管轄した。
1727年（雍正5年）、清により綿州は直隷州に昇格した。綿州直隷州は四川省に属し、徳陽・安・綿竹・梓潼・羅江の5県を管轄した。
1912年、中華民国により綿州直隷州は廃止され、綿陽県と改められた。